# Under Two Flags (1922)
Under Two Flags is een Amerikaanse avonturenfilm uit 1922 onder regie van Tod Browning. Het scenario is gebaseerd op de gelijknamige roman uit 1867 van de Britse auteur Ouida. Destijds werd de film in Nederland uitgebracht onder de titel Onder twee vlaggen.

## Verhaal
Lewis Victor sluit zich aan bij het Vreemdelingenlegioen om aan problemen thuis te ontsnappen en hij wordt korporaal in Algerije. Cigarette, de mascotte van het regiment, wordt meteen verliefd op hem. Als ze wordt geschaakt door sjeik Ben Ali Hammed, komt korporaal Victor haar redden. Later schiet zij hem te hulp, als Arabieren het kamp aanvallen.

## Rolverdeling
| Acteur           | Personage               |
| ---------------- | ----------------------- |
| Priscilla Dean   | Cigarette               |
| James Kirkwood   | Korporaal Victor        |
| John Davidson    | Sjeik Ben Ali Hammed    |
| Stuart Holmes    | Markies de Chateauroy   |
| Ethel Grey Terry | Prinses Corona d'Arague |
| Bobbie Mack      | Rake                    |
| Burton Law       | Assistent van de sjeik  |
| Albert Pollet    | Kapitein Tollaire       |
| W.H. Bainbridge  | Kolonel                 |